# Ермаков, Павел Николаевич
Павел Николаевич Ермаков (род. 11 февраля 1950 года) — советский и российский учёный, педагог и психолог, академик РАО (2011).

## Биография
Родился 11 февраля 1950 года.
В 1972 году — окончил Донецкий государственный университет, специальность «биофизика».
В 1978 году — защитил кандидатскую диссертацию, тема: «О функциональной организации нейронов зрительной коры мозга крысы при локальной и диффузной световой стимуляции».
В 1989 году — защитил докторскую диссертацию, тема: «Функциональная межполушарная асимметрия мозга в динамике психомоторной активности человека».
В 2004 году — избран членом-корреспондентом, в 2011 году — академиком Российской академии образования, состоит в Отделении психологии и возрастной физиологии.
Заведующий кафедрой психофизиологии и клинической психологии Академии психологии и педагогики Южного федерального университета, в течение многих лет выполнял обязанности декана факультета психологии, директора Академии психологии и педагогики ЮФУ.

## Научно-организационная деятельность
Научные интересы: психофизиология высших психических функций, педагогическая психология, психология межнациональных отношений, психология управления.
Первый вице-президент, руководитель Ростовского отделения, член Координационного совета Российского психологического общества.
Председатель Ростовского регионального отделения Федерации психологов образования России. Действительный член Международной организации по психофизиологии при ООН (IOP). Действительный член Российской Гуманитарной Академии.
Главный редактор общероссийского научно-практического журнала «Северо-Кавказский психологический вестник», заместитель главного редактора «Российского психологического журнала», член редсовета «Национального психологического журнала».

## Награды
- Медаль «За трудовую доблесть»
- Премия Правительства Российской Федерации в области образования (в составе группы, за 2010 год) — за создание цикла трудов «Формирование установок толерантного поведения и профилактика рисков ксенофобии в системе общего образования»[1]
- Почётный работник высшего профессионального образования Российской Федерации